# Polycoccum crassum
Polycoccum crassum är en svampart som tillhör divisionen sporsäcksvampar, och som beskrevs av V?zda. Polycoccum crassum ingår i släktet Didymocyrtis, och familjen Dacampiaceae. Arten är reproducerande i Sverige.